# Bernhard Siegfried Albinus

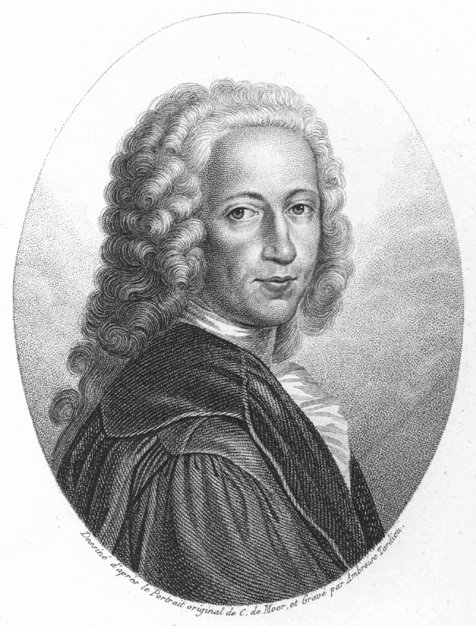
Bernhard Siegfried Albinus

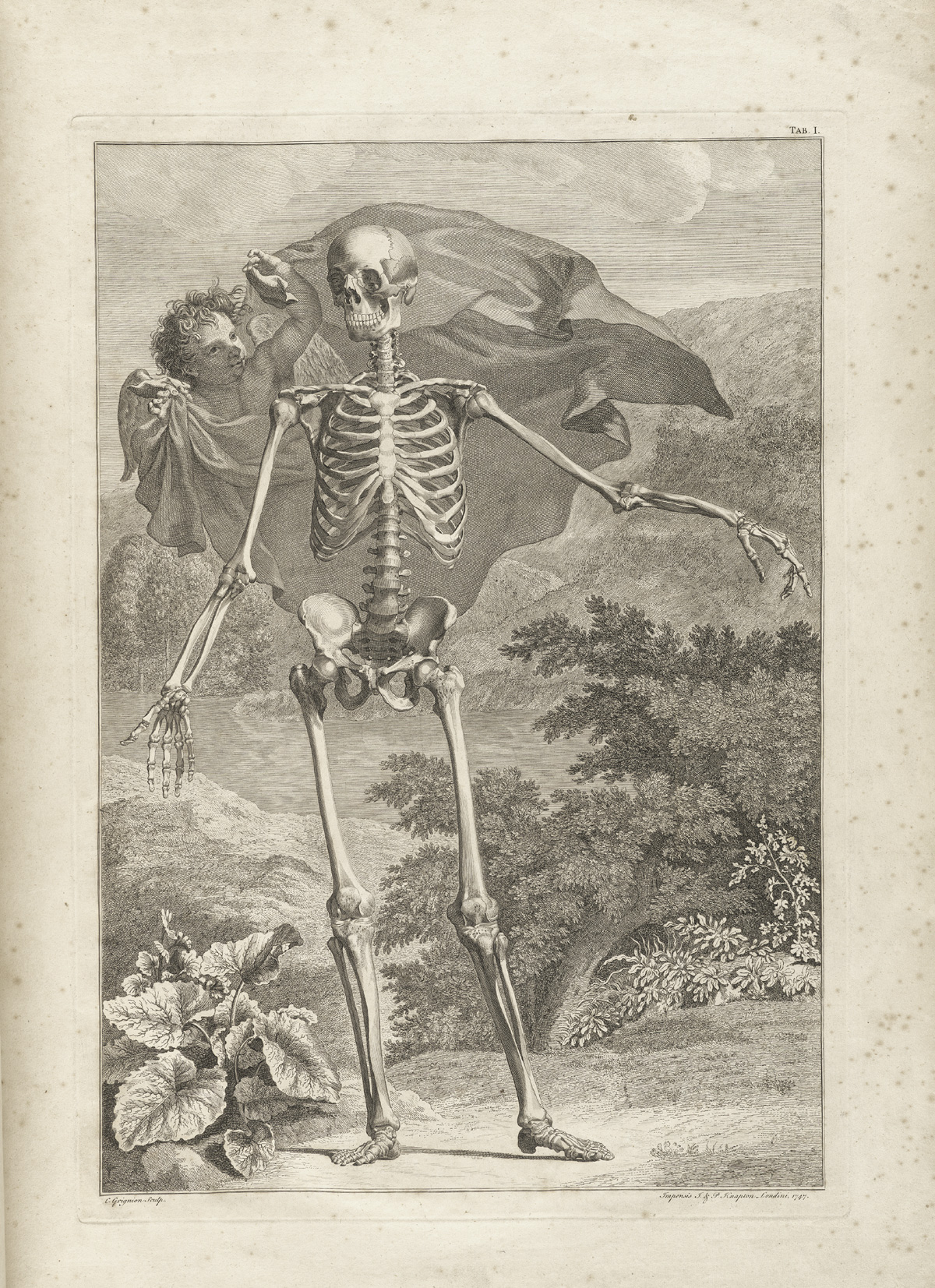
Imagine din Tabulae sceleti et musculorum corporis humani (Londra, 1749)

Bernhard Siegfried Albinus (n. 24 februarie 1697 – d. 9 septembrie 1770)  a fost medic și anatomist german, fiul medicului și profesorului Bernhard Friedrich Albinus (1653 - 1721).

## Biografie
S-a născut la Frankfurt an der Oder, unde tatăl său preda medicina. În 1702, tatăl preia catedra de medicină de la Leiden (unde va rămâne până la sfârșitul vieții) și întreaga familie se mută acolo. 
La 12 ani, Albinus intră la Universitatea din Leiden. Are ca profesori pe Herman Boerhaave și Nikolaus Bidloo
În 1718, după absolvire, merge la Paris, unde studiază anatomia și botanica, avându-i ca profesori pe Sébastien Vaillant (1669 - 1722) și Jacob B. Winslow (1669 - 1722).

## Contribuții

### Scrieri
- 1726: Libellus de ossibus corporis humani
- 1734: Historia musculorum corporis humani
- 1747: Tabulae selecti et musculorum corporis humani